# Roki Vulović
Rodoljub „Roki” Vulović (cyr. Родољуб „Роки” Вуловић; ur. 1 maja 1950 w Bijeljinie) – serbsko-bośniacki piosenkarz turbofolkowy. W latach 1992–1995 wykonywał piosenki o tematyce militarnej i patriotycznej. Pod niektóre z nich tworzono teledyski, w których występowali (obok piosenkarza) żołnierze, o których traktował dany utwór.

## Życiorys
Urodził się 1 maja 1950 w Bijeljinie. Ma brata bliźniaka, który od lat 70. XX wieku mieszka w Stanach Zjednoczonych. Jego dziadek pochodził z Czarnogóry. Jego ojciec w brał udział w II wojnie światowej. Po kampanii bałkańskiej w 1941 został wzięty do niewoli i przymusowo wywieziony w głąb III Rzeszy, z której powrócił dopiero po zakończeniu wojny w 1945. Jest absolwentem technikum imienia Mihajla Pupina w Bijeljinie ze specjalnością inżynier-technolog. Po wojnie w Bośni i Hercegowinie pracował jako nauczyciel, a później pełnił stanowisko dyrektora w technikum rolniczym w Bijeljinie. Od 2013 jest na emeryturze.
W 1972 rozpoczął karierę muzyczną wydaniem pierwszego próbnej (demo) płyty pt. Kristina z dwoma utworami: „Kristina” oraz „Napustićeš me ti”. Płyta została wydana przez belgradzką organizację „Jugo-ploće” w ramach serii „Młodzi utalentowani”. Vulović zajął wówczas trzecie miejsce w konkursie muzycznym.
W 1988 m.in. dzięki staraniom belgradzkiego kompozytora Milutina Zahara Popovicia wydał swój pierwszy album studyjny pt. Paša. Tytułowy utwór zaśpiewał w duecie wraz z żoną Popovicia, Gordaną Lazarewicz. Album odniósł duży sukces sprzedażowy, co zaowocowało rozpoczęciem przez niego trasy koncertowej po republikach Jugosławii, w których zamieszkiwała znaczna diaspora serbska.
We wrześniu 1991 Bośniaccy Serbowie proklamowali Serbski Obwód Autonomiczny ze stolicą w Bijeljinie. Kilka miesięcy później w marcu 1992 w Bośni i Hercegowinie odbyło się referendum, w którym zdecydowana większość głosujących (głównie Bośniaków i bośniackich Chorwatów) opowiedziała się za wyjściem republiki z federacji jugosłowiańskiej i niepodległością, było to jednak niezgodne z ówczesną federalną konstytucją Jugosławii. Pomimo że Serbowie stanowiący około połowę ludności republiki zbojkotowali referendum, 3 marca 1992 Bośnia i Hercegowina ogłosiła niepodległość. Decyzja ta spowodowała niemal natychmiastowe rozpoczęcie walk pomiędzy siłami Bośni i Hercegowiny a siłami Republiki Serbskiej. Od 1 do 2 kwietnia 1992 siły Serbskiej Straży Ochotniczej (powszechnie znane jako Tygrysy Arkana) oraz Jugosłowiańskiej Armii Ludowej po krótkotrwałych walkach zajęły Bijeljine. Było to pierwsze duże miasto w Bośni i Hercegowinie, z którego wyparto siły bośniackie. W czasie walk w całości zostało zniszczone centrum miasta, ucierpiał również dom Vulovicia znajdujący się przy ulicy Gavrila Principa. Według organizacji chroniących prawa człowieka, szczególnie Human Rights Watch. Bijeljina i Zvornik we wschodniej Bośni były pierwszymi miastami, gdzie po ich zajęciu paramilitarne siły serbskie dokonały na miejscowej ludności (głównie Boszniakach) czystek etnicznych, grabieży i gwałtów. 6 kwietnia 1992, po całkowitym zajęciu miasta wypędzono stamtąd cała ludność muzułmańską.
Po tych wydarzeniach Vulović, nie licząc się ze zdaniem swojej żony Jelicy, zgłosił się na ochotnika do drugiego batalionu 1. Semberskiej Lekkiej Brygady Piechoty gdzie pod dowództwem mjr. Zorana Lopandicia brał udział m.in. w walkach o Majewicę. Swoje wspomnienia uwiecznił w swoim kolejnym albumie „Semberski Junaci” („Bohaterowie Semberscy”), na którym znalazło się dziewięć utworów. Część z nich była poświęcona dowódcom poszczególnych batalionów wchodzących w skład brygady: Kikorowi („Hej Kikore”) oraz Zoranowi („Zorane”). Zostali oni wspomnieni także w utworze „Junaci iz 1.(prve) Semberske Brigade” („Bohaterowie z 1. Semberskiej Brygady”). Pozostałe utwory zostały poświęcone innym żołnierzom związanym z brygadą. Album został wydany na kasetach magnetofonowych i kasetach VHS (często metodą „piracką”). Do wszystkich utworów zostały nakręcone teledyski, które były emitowane w serbskiej telewizji publicznej. Dystrybutorem albumu były Siły Zbrojne Republiki Serbskiej, a wszystkie środki pieniężne pozyskane na sprzedaży albumu zostały przekazane na leczenie rannych żołnierzy.
Po sukcesie albumu Semberski junaci został przeniesiony do pododdziału odpowiedzialnego za rekrutację, gdzie odpowiadał za napływ nowych rekrutów. W 1993 został wypuszczony kolejny album Garda Panteri, do których prawa autorskie zostały przekazane dowództwu brygady. Na początku 1994 w trakcie rozmowy telefonicznej z pułkownikiem Pero Čoliciem, dowódcą 5. Kozarskiej Lekkiej Brygady Piechoty (odegrała ona ważną rolę w operacji „Korytarz 92”, czym zyskała ogromną sławę w całym kraju), został poproszony o stworzenie albumu opowiadającego o żołnierzach z brygady, którą dowodził. Roki bez wahania przyjął tę propozycję. W trakcie prac nad albumem Čolić osobiście czterokrotnie gościł u Vulovicia, wiele opowiadając o swoich żołnierzach i walkach o Posawie, inspirując powstanie wielu utworów. Wszystkie teksty utworów z tego albumu, który został nazwany Junaci Kozarski, powstawały przy aktywnej pomocy żony Vulovicia, Jelicy. Ostatnim albumem poruszającym temat wojny w Bośni i Hercegowinie był wydany w 1995 album Crni bombarder.
W 2016 dzięki publikacji w serwisie YouTube większości jego teledysków klipy z jego udziałem stały się bardzo popularne. W 2017 miał się ukazać jego siódmy album. W 2021 wypuścił w serwisie YouTube piosenkę „Crni Bombarder” w wersji z teledyskiem w jakości HQ oraz zwiastun kanału.

## Życie prywatne
Ma żonę Jelicę, która z zawodu jest językoznawcą i jest współautorką wielu tekstów do jego utworów. Mają dwójkę dzieci: syna oraz córkę. 

### Poglądy
Uważa, że największymi przyjaciółmi Republiki Serbskiej są Rosjanie i Grecy. Twierdzi, że Bośniacy są na ogół dobrymi ludźmi, jeśli się ich zbytnio nie drażni. Czetników i jugosłowiańskich partyzantów uważa za bohaterów II wojny światowej, mimo że obie te organizacje są odpowiedzialne za popełnienie wielu zbrodni na ludności cywilnej podczas wojny.
W 1990 podczas jednej z wypraw do Chorwacji, przebywając w hotelu, usłyszał rozmowę dwóch Chorwatów – właścicieli ośrodka, którzy w niemiły sposób wyrażali się o Serbach przebywających w hotelu. Z tego powodu nie jeździ do Chorwacji i nie kupuje tamtejszych produktów.
Podziwia Josipa Broza Titę i Władimira Putina. Jest zdania, że Serbia nie powinna przystępować do Unii Europejskiej, a prezydenci Serbii: Boris Tadić i Tomislav Nikolić zgłosili chęć dołączenia do Unii bez konsultacji społecznych.

## Dyskografia
- Kristina (1972)
- Paša (1988)
- Semberski junaci (1992)
- Garda Panteri (1993)
- Junaci Kozarski (1994)
- Crni bombarder (1995)
- Zbog tebe (1997)
- Otadžbini na dar (2001)

## Postacie występujące w utworach
- mjr Zoran Lopandić – dowódca 2. batalionu 1. Semberskiej Lekkiej Brygady Piechoty („Zorane”, „Junaci iz 1. Semberske Brigade”).
- ppłk Jovan „Kikor” Mićić – dowódca 1. Semberskiej Lekkiej Brygady Piechoty („Hej Kikore”, „Junaci iz 1. Semberske Brigade”).
- mjr Vlado Simić – dowódca 1. batalionu 1. Semberskiej Lekkiej Brygady Piechoty („Junaci iz 1. Semberske Brigade”).
- Mirko – pseudonim dowódcy kompanii w oddziale Mitara „Mando” Maksimovicia („Mirko vojvoda”).
- ppłk Blagoje Gavrilović – dowódca 2. Semberskiej Lekkiej Brygady Piechoty („Gavrina brigada”).
- mjr Ljubiša „Mauzer” Savić – dowódca 1. Bijeljińskiej Brygady Specjalnej „Gwardia Pantery” („Panteri (Mauzer)”, "Pjesma o Mauzeru").
- płk Pero Čolić – dowódca 5. Kozarskiej Lekkiej Brygady Piechoty („Pukovniče Čoliću”).
- gen. Ratko Mladić – dowódca Sił Zbrojnych Republiki Serbskiej podczas wojny w Bośni i Hercegowinie w latach 1992–1995 („Generale, Generale”).
- kpt. Ljubiša „Ljuti” Lazić – jeden z dowódców 1. Bijeljińskiej Brygady Specjalnej „Gwardia Pantery” („Kapetane Ljuti”).
- mjr Branko „Panter” Pantelić – pierwszy dowódca brygady „Pantery”. Zmarł we wrześniu 1992 roku w pobliżu wsi Majewica. Aby uczcić jego pamięć, brygada, którą dowodził, została nazwana na jego cześć i otrzymała godło symbolizujące Panterę („Panteru za Sjećanje”).